# La Grosse Fille
Pour plus de détails, voir Fiche technique et Distribution.
La Grosse Fille (Cicciabomba) est un film italien sorti en 1982 et réalisé par Umberto Lenzi.
La chanteuse italienne Donatella Rettore incarne Miris Bigolin, une jeune fille moquée pour son physique — surtout du fait de son poids — et surnommée dans son village une Cicciabomba. À l'origine, le titre du film était Grassezza fa bellezza (litt. « La graisse fait la beauté »).
Le film a bénéficié d'une exploitation très brève dans les salles italiennes en novembre 1982. En France, le film a eu une sortie limitée en Provence et dans le Nord en juin 1987,.

## Synopsis
Venise. Miris est l'exact opposé de sa sœur Deborah, qui est exubérante, gâtée, admirée de tous et qui a une liaison avec Mirko Mariani, le plus beau garçon du pays. Miris, quant à elle, vit pour la musique , ne traîne qu'avec ses amis moches, est souvent moquée à cause de son poids et travaille comme chroniqueuse dans une petite radio catholique locale. A travers sa chronique, Miris écoute et conseille les personnes en souffrance.
Un jour, le petit ami de Deborah, pour se venger d'une blague de Miris, l'appelle en direct, se faisant passer pour un garçon timide, doux et bégayant ; elle finit par en tomber amoureuse. Lorsqu'elle se présente au rendez-vous avec le garçon, Miris découvre qu'on s'est moqué d'elle. Humiliée, elle décide de se suicider en mangeant des chocolats et en s'asphyxiant avec du gaz. Mais dans la boîte de chocolat, elle découvre un billet qui lui permet de voyager à New York .
A l'aéroport, elle rencontre par hasard la baronne Von Kemps, qui cherche le témoignage d'une obèse pour le lancement de son nouveau traitement minceur. Miris accepte. Au bout de quelques semaines, le traitement fait effet et Miris, après avoir perdu quarante kilos, devient mannequin, tombant entre-temps amoureuse du docteur Arthur...

## Fiche technique
Sauf indication contraire, les informations mentionnées dans cette section peuvent être confirmées par la base de données cinématographiques IMDb,  présente dans la section « Liens externes ».
- Titre français : La Grosse Fille[3]
- Titre original : Cicciabomba[5]
- Réalisateur : Umberto Lenzi
- Scénario : Marino Mariani, Giorgio Mariuzzo (it)
- Photographie : Fausto Zuccoli
- Montage : Enzo Meniconi (it)
- Musique : Roberto Pregadio
- Décors : Claudio Cinini (it)
- Costumes : Vera Cozzolino
- Société de production : Emme R.T. Cinematografica
- Pays de production :  Italie
- Langue de tournage : italien
- Format : Couleurs - 1,85:1 - Son mono - 35 mm
- Genre : Comédie à l'italienne
- Durée : 92 minutes (1 h 32)
- Date de sortie :
  - Italie : 28 novembre 1982
  - France : 10 juin 1987[3]

## Distribution
- Donatella Rettore : Miris Bigolin
- Paola Borboni : Nonna
- Ugo Bologna : Le maire
- Didi Perego : Mère
- Adriana Russo : Fanny dite « Pinocchia »
- Howard Napper : Arthur
- Gena Gas : Deborah Bigolin
- Piero Vida : don Lillo
- Dario Caporaso : Mirko Mariani
- Paola Rinaldi : Simona
- Anita Ekberg : Baronne Judith von Kemp

## Bande originale
Les chansons qui composent la bande originale du film sont :
1. This Time - Rettore
2. M'è scoppiata la testa - Rettore
3. I'm gonna be crazed (traduction anglaise de M'è scoppiata la testa) - Rettore
4. Canta Sempre - Rettore
5. Heavy Metal Black and Silver - Blue Öyster Cult
6. Fire of Unknown Origin - Blue Öyster Cult
7. Motorcycle man - Saxon
8. 747 (strangers in the night) - Saxon
9. Wheels of steel - Saxon
10. Machine gun - Saxon